# Bělá nad Radbuzou
Bělá nad Radbuzou é uma cidade checa localizada na região de Plzeň, distrito de Domažlice.